# Saint-Agnan (Moselle)
Pour les articles homonymes, voir Saint-Agnan.
Saint-Agnan est une ancienne paroisse du pays messin à l’est de Metz construite autour de l’église de Saint-Agnan. Le lieu-dit est attesté dans les textes au Xe siècle. Un hameau d’une trentaine d’habitations s’est construit sur les routes bordant l’église. La localité a longtemps[Quand ?] été un écart de la commune d’Ogy. Elle fait partie depuis 2017 de la commune nouvelle d’Ogy-Montoy-Flanville.

## Géographie
Deux routes communales se croisent devant l’église : la rue de Coincy et celle de Saint-Agnan, qui vient d’Ogy au sud, devient la rue des Marronniers le long du lieu-dit, puis traverse la route nationale 3 pour continuer jusqu’à Montoy-Flanville (ralentissement à 70 km/h à l’endroit du croisement). La route de Puche rejoint l’écart du même nom à l’est.
Le panorama depuis Saint-Agnan vers Metz offre à l’horizon les collines de Pont-à-Mousson au relief boisé couronnant Amnéville en passant par le mont Saint-Quentin. Sur un plan plus proche, on voit nettement le château de Mercy, le clocher de l’église d’Ars-Laquenexy, le château d’Aubigny et droit devant Coincy et les toits de Colombey au milieu des arbres.
Un petit cours d’eau descend vers Coincy et y rejoint le ruisseau de Dame-Jeanette.

## Toponymie
Le nom de Saint-Agnan donné en référence à l’évêque Aignan d’Orléans, date de la construction de la première église dans le village : l’église de Saint-Agnan. On trouve les formes anciennes du village : Aignan, Agnel ou Aignien.

## Histoire
Une charte de l’an 1005 indique que le prieuré de bénédictines de Saint-Agnan dépend de l’abbaye de Neuf-Moustier[Quoi ?] de Metz. L’abbesse en a engagé les dîmes à Arnould Baudoche en 1353.
En 1600, les calvinistes, avec à leur tête le brigadier général de Clervant, commandant quatre régiments de cavalerie, détruisent le hameau et son église.
Le 13 janvier 1814, tous les villages du canton sont envahis par des Prussiens et des Russes. Les Russes établissent un camp de transit à Saint-Agnan sous les ordres du général Scherbatoff.
Le parcellaire de 1819 du géomètre Watrin montre l’église et son presbytère seuls, bordés à l’est par la route dite de Saint-Agnan venant d’Ogy au sud et qui rejoint la route de Metz à Saint-Avold au nord.
Le pèlerinage de Saint-Agnan a été célèbre depuis un temps immémorial[Quand ?], on y venait en foule tous les ans le 15 juin ou le dimanche suivant.
La route au sud de l’église, reliant Saint-Agnan à Coincy plus à l’est, est inaugurée en 1960 par Paul Driant en présence des maires des communes alentour sous le nom de route des Écoliers. Elle permet en effet aux enfants de Coincy d’aller en sécurité à l’école de Saint-Agnan sans passer par la route nationale 3 (route de Sarrebruck).
Le hameau se construit d’abord au nord de l’église[Quand ?]. Un nouveau lotissement des années 1990[réf. nécessaire] est construit autour des deux croisements au sud de l’église, le long des routes vers Coincy, Puche et Ogy. Il double la surface du hameau.

## Lieux et monuments
- Église de Saint-Agnan entourée d’un cimetière.
- Presbytère, utilisé au XXe siècle comme école primaire.
- Centre équestre sur la route allant vers Coincy.
- Allée de marronniers le long de la rue des Marronniers.